# Стриано
Стриа̀но (на италиански: Striano) е градче и община в Южна Италия, провинция Неапол, регион Кампания. Разположено е на 22 m надморска височина. Населението на общината е 8204 души (към 2010 г.).